# دارين باول
دارين باول (بالإنجليزية: Darren Powell)‏ (10 مارس 1976 بلندن في المملكة المتحدة - ) هو لاعب كرة قدم بريطاني في مركز الدفاع. لعب مع ديربي كاونتي وكريستال بالاس وميلتون كينز دونز ونادي برينتفورد ونادي ساوثهامبتون ووست هام يونايتد وهامبتون أند ريتشموند بورو.

## وصلات خارجية
- دارين باول على موقع قاعدة بيانات كرة القدم.إي يو (الإنجليزية)
- دارين باول على موقع Soccerbase.com (لاعب) (الإنجليزية)
- دارين باول على موقع عالم كرة القدم.نت (الإنجليزية)